# Abelia
Ce taxon est aujourd'hui obsolète. Dénomination actuelle : Linnaea et Zabelia.
Genre
Classification APG III (2009)
Abelia est un genre précédemment reconnu qui contenait environ 30 espèces et hybrides d'arbustes à feuillage persistant ou semi-persistant de la famille des Caprifoliaceae selon la classification classique, ou des Linnaeaceae selon la classification phylogénétique APG (1998) puis replacée dans les Caprifoliaceae selon la classification phylogénétique APG III (2009) plus récente.
Des études phylogénétiques moléculaires ont montré que le genre n'était pas monophylétique et en 2013, Maarten Christenhusz a proposé la fusion d'Abelia (à l'exclusion de la section Zabelia) dans Linnaea, ainsi que d'autres genres. La section Abelia Zabelia a été élevée au genre Zabelia.

## Étymologie
Selon le Larousse des arbres de Jacques Brosse :
"Le docteur Clarke Abel (...) médecin de l'ambassade britannique conduite par Lord Amberst à Pékin (...) ne manqua pas de visiter les splendides jardins chinois et y fit plusieurs découvertes, dont celle de l'arbuste auquel son ami, l'illustre Robert Brown (1773-1858), devait donner son nom, A. chinensis, en créant pour cette espèce le nouveau genre Abelia, vers 1825."

## Description
Abélia est un genre d'arbustes à fleurs, ayant un feuillage persistant ou semi-persistant, principalement issu d'Asie. Les abélias mesurent de 1 à 4 mètres selon les espèces. Leur période de floraison s'étend de mai jusqu'aux premières gelées, où des milliers de clochettes roses ou blanches se succèdent. Après cela, chaque graine formée, est protégée par un akène aplati.

## Utilisation
L'abélia peut être utilisé comme arbuste de haie jusqu'à un mètre de haut ou sur le balcon en pot mais aussi comme arbuste isolé. Il pourra alors monter jusqu'à deux mètres de haut. Il préfère le soleil et la terre légère et pas trop humide, plutôt acide.
Une taille périodique, vers le mois de mars, doit être procurée à cet arbuste. Il faut effectuer des tailles de nettoyage et donc retirer les branches trop anciennes, réduire les rameaux trop long. Cette taille stimulera Abelia qui fournira une floraison  et de nouvelles pousses plus intensément.
Cet arbuste est peu rustique et supportera peu les hivers rudes. Sauf A. triflora et A. ×grandiflora supportant assez bien les faibles températures.

## Espèces
Les espèces et synonymes précédemment placés dans Abelia mais désormais placés dans d'autres genres comprennent :
- Abelia adenotricha = Lonicera elisae
- Abelia aitchinsonii = non placé
- Abelia angustifolia = Zabelia angustifolia
- Abelia anhweiensis = Zabelia dielsii
- Abelia aschersoniana = Linnaea chinensis
- Abelia biflora = Zabelia biflora
- Abelia brachystemon = Zabelia brachystemon
- Abelia buchwaldii = Linnaea serrata
- Abelia buddleioides = Zabelia buddleioides
- Abelia cavaleriei = Linnaea chinensis
- Abelia chinensis = Linnaea chinensis
- Abelia chowii = non placé
- Abelia coreana = Zabelia dielsii
- Abelia coriacea = Linnaea coriacea
- Abelia corymbosa = Zabelia corymbosa
- Abelia curviflora = Linnaea spathulata
- Abelia davidii = Zabelia biflora
- Abelia deutziifolia = Linnaea engleriana
- Abelia dielsii = Zabelia dielsii
- Abelia engleriana = Linnaea engleriana
- Abelia fargesii = non placé
- Abelia floribunda = Linnaea floribunda
- Abelia gracilenta = Linnaea forrestii
- Abelia graebneriana = Linnaea engleriana
- Abelia × grandiflora = Linnaea × grandiflora
- Abelia grandifolia = Linnaea grandifolia
- Abelia gymnocarpa = Linnaea serrata
- Abelia hanceana = Linnaea chinensis
- Abelia hersii = Zabelia dielsii
- Abelia hirsuta = Linnaea floribunda
- Abelia insularis = Zabelia biflora
- Abelia integrifolia = Zabelia integrifolia
- Abelia ionandra = Linnaea chinensis
- Abelia ionostachya = Linnaea spathulata
- Abelia koehneana = Linnaea engleriana
- Abelia lipoensis = Linnaea chinensis
- Abelia longituba = Linnaea parvifolia
- Abelia macrotera = Linnaea macrotera
- Abelia mairei = Linnaea parvifolia
- Abelia mexicana = Linnaea mexicana
- Abelia microphylla = Linnaea forrestii
- Abelia mosanensis = Zabelia tyaihyonii
- Abelia myrtilloides = Linnaea parvifolia
- Abelia occidentalis = Linnaea occidentalis
- Abelia onkocarpa = Zabelia onkocarpa
- Abelia parvifolia = Linnaea parvifolia
- Abelia rupestris = Linnaea chinensis
- Abelia sanguinea = Linnaea spathulata
- Abelia schischkinii = Linnaea parvifolia
- Abelia schumannii = Linnaea parvifolia
- Abelia serrata = Linnaea serrata
- Abelia shikokiana = Zabelia biflora
- Abelia spathulata = Linnaea spathulata
- Abelia speciosa = Linnaea floribunda
- Abelia splendens = Lonicera fragrantissima
- Abelia tereticalyx = Linnaea parvifolia
- Abelia tetrasepala = Linnaea tetrasepala
- Abelia tomentosa = Linnaea serrata
- Abelia tyaihyonii = Zabelia tyaihyonii
- Abelia umbellata = Zabelia umbellata
- Abelia uniflora = Linnaea uniflora
- Abelia verticillata = Linnaea parvifolia
- Abelia zanderi = Zabelia dielsii